# Bojiště
Bojiště település Csehországban, a Havlíčkův Brod-i járásban. Bojiště Kouty, Vilémovice, Trpišovice, Ledeč nad Sázavou, Kamenná Lhota és Kožlí településekkel határos. Lakosainak száma 295 fő (2024. január 1.).

## Népesség
A település lakosságának változását az alábbi diagram mutatja:
| Lakosok száma | 534  | 529  | 402  | 430  | 252  | 253  | 269  | 269  | 296  | 295  |
|               | 1869 | 1890 | 1921 | 1950 | 1980 | 2001 | 2017 | 2019 | 2022 | 2024 |